# Rhaconotus capensis
Rhaconotus capensis är en stekelart som först beskrevs av Charles Thomas Brues 1924.  Rhaconotus capensis ingår i släktet Rhaconotus och familjen bracksteklar. Inga underarter finns listade i Catalogue of Life.